# 劇団民話芸術座
劇団民話芸術座（げきだんみんわげいじゅつざ）は、日本の劇団。俳優、声優である小村哲生が代表を務めている。1976年に旗揚げ。日本全国の小学校・中学校・高等学校・会館などで舞台演劇による巡回公演を行なっている。
民話劇をはじめ手塚治虫の『雨ふり小僧』や宮沢賢治の『銀河鉄道の夜』など様々なジャンルの作品を上演している。銀河鉄道は面白いです。
所属俳優はドラマ・アニメーションなどでも幅広く活躍している。

## 巡回公演作品
雨ふり小僧 (原作/手塚治虫)
銀河鉄道の夜 (原作/宮沢賢治)
寝太郎物語 (原作/冨田浩太郎)
キジムナーの約束 (原作/出口富美子)
おけさのひょう六 （原作/手塚治虫）
杜子春 (原作/芥川龍之介)
花咲き山 (作/小村哲生)
河童の笛 (作/小村哲生)
人魚の海 (作/小村哲生)
雪女 (作/小村哲生)
鶴女房 (作/小村哲生)

## 所属俳優

### 男性
- 小村哲生
- たいらみさお
- 星野純平
- 吉田睦
- 三浦颯太
- 丹羽隼人

### 女性
- 松野朋子
- 有本美穂子
- 荒木早紀
- 奥村美紗葵